# Coppa di Serbia 2013-2014 (pallavolo maschile)
La Coppa di Serbia 2013-2014 è stata la 8ª edizione della coppa nazionale di Serbia e si è svolta dal 12 novembre 2013 al 23 febbraio 2014; alla competizione hanno partecipato 16 squadre e la vittoria finale è andata per la quarta volta, la seconda consecutiva, all'Odbojkaški klub Crvena zvezda.

## Regolamento
Alla competizione prendono parte sedici squadre: dieci provenienti dalla Superliga più altre sei proveniente dalla Prva Liga e le altre categorie minori. Le gare degli ottavi di finale si svolgono in gara unica, mentre quelle dei quarti di finale in gare di andata e ritorno. Le quattro squadre vincenti ai quarti si qualificano per la final-four.

## Squadre partecipanti
| - Bukovica Putevi - Ðerdap Kladovo - Jedinstvo Stara Pazova - Klek Srbijašume - Mladi Radnik - Niš - Novi Pazar - Partizan | - Radnički Kragujevac - Ribnica - Smederevo - Spartak Ljig - Spartak Subotica - Stella Rossa - Vojvodina - Železničar Belgrado |

## Torneo

### Ottavi di finale
| 14 novembre 2013 - ore 19:00 Hala Sportova u Staroj Pazovi, Stara Pazova | Jedinstvo Stara Pazova | 0 - 3 | Stella Rossa        | 23-25, 15-25, 17-25 |
| 13 novembre 2013 - ore 18:00 Hala Sportova Dudova Šuma, Subotica         | Spartak Subotica       | 0 - 3 | Spartak Ljig        | 21-25, 26-28, 18-25 |
| 13 novembre 2013 - ore 19:00 Dvorana Miloš Grbić, Клек                   | Klek Srbijašume        | 0 - 3 | Ðerdap Kladovo      | 25-27, 18-25, 16-25 |
| 12 novembre 2013 - ore 19:00 SH Crnjevo, Ivanjica                        | Bukovica Putevi        | 0 - 3 | Radnički Kragujevac | 12-25, 21-25, 18-25 |
| 12 novembre 2013 - ore 18:30 Hala Sportova Novi Pazar, Novi Pazar        | Novi Pazar             | 0 - 3 | Ribnica             | 24-26, 18-25, 20-25 |
| 13 novembre 2013 - ore 17:00 Hala Čair, Niš                              | Niš                    | 0 - 3 | Vojvodina           | 19-25, 16-25, 19-25 |
| 13 novembre 2013 - ore 17:00 Dvorana Smederevo, Smederevo                | Smederevo              | 0 - 3 | Partizan            | 18-25, 27-29, 16-25 |
| 13 novembre 2013 - ore 19:00 Sala Doma učenika Artem, Belgrado           | Železničar Belgrado    | 0 - 3 | Mladi Radnik        | 19-25, 18-25, 19-25 |

### Quarti di finale

#### Andata
| 24 dicembre 2013 - ore 19:00 OŠ Sava Kerković, Ljig          | Spartak Ljig | 3 - 1 | Ðerdap Kladovo      | 25-21, 25-20, 20-25, 25-20        |
| 24 dicembre 2013 - ore 19:00 SC Požarevac, Požarevac         | Mladi Radnik | 0 - 3 | Ribnica             | 22-25, 21-25, 24-26               |
| 24 dicembre 2013 - ore 18:30 Dvorana Strelište, Novi Sad     | Vojvodina    | 2 - 3 | Stella Rossa        | 23-25, 25-23, 22-25, 25-22, 21-23 |
| 15 gennaio 2014 - ore 17:00 Sportski centar Vizura, Belgrado | Partizan     | 3 - 0 | Radnički Kragujevac | 25-21, 25-19, 25-16               |

#### Ritorno
| 27 dicembre 2013 - ore 18:00 SRC Jezero, Kladovo             | Ðerdap Kladovo      | 3 - 0 | Spartak Ljig | 22-25, 24-26, 19-25        |
| 27 dicembre 2013 - ore 19:00 HS Kraljevo, Kraljevo           | Ribnica             | 3 - 1 | Mladi Radnik | 25-23, 25-20, 27-29, 25-16 |
| 27 dicembre 2013 - ore 17:00 Šumice Sport Center, Belgrado   | Stella Rossa        | 3 - 1 | Vojvodina    | 25-20, 25-15, 25-23        |
| 22 gennaio 2014 - ore 19:00 Sportska Hala Jezero, Kragujevac | Radnički Kragujevac | 0 - 3 | Partizan     | 24-26, 19-25, 24-26        |

### Final-four
|  | Semifinali   | Semifinali   | Semifinali   |              |         | Finale  | Finale | Finale |  |
|  |              |              |              |              |         |         |        |        |  |
|  | Ribnica      | Ribnica      | 3            |              |         |         |        |        |  |
|  | Ribnica      | Ribnica      | 3            |              |         |         |        |        |  |
|  | Spartak Ljig | Spartak Ljig | 1            |              |         |         |        |        |  |
|  | Spartak Ljig | Spartak Ljig | 1            |              | Ribnica | Ribnica | 0      |        |  |
|  |              |              |              |              | Ribnica | Ribnica | 0      |        |  |
|  |              |              | Stella Rossa | Stella Rossa | 3       |         |        |        |  |
|  | Partizan     | Partizan     | Stella Rossa | Stella Rossa | 3       | 2       |        |        |  |
|  | Partizan     | Partizan     |              |              |         |         |        |        |  |
|  | Stella Rossa | Stella Rossa | 3            |              |         |         |        |        |  |

#### Semifinali
| 22 febbraio 2014 - ore 16:00 HS Kraljevo, Kraljevo | Ribnica  | 3 - 1 | Spartak Ljig | 25-14, 24-26, 25-23, 25-22        |
| 22 febbraio 2014 - ore 19:00 HS Kraljevo, Kraljevo | Partizan | 2 - 3 | Stella Rossa | 25-20, 18-25, 25-18, 23-25, 11-15 |

#### Finale
| 23 febbraio 2014 - ore 20:00 HS Kraljevo, Kraljevo | Ribnica | 0 - 3 | Stella Rossa | 21-25, 24-26, 19-25 |